# Evson Patrício
Evson Patrício (født 9. december 1990) er en brasiliansk fodboldspiller.